# Suzuki Carry

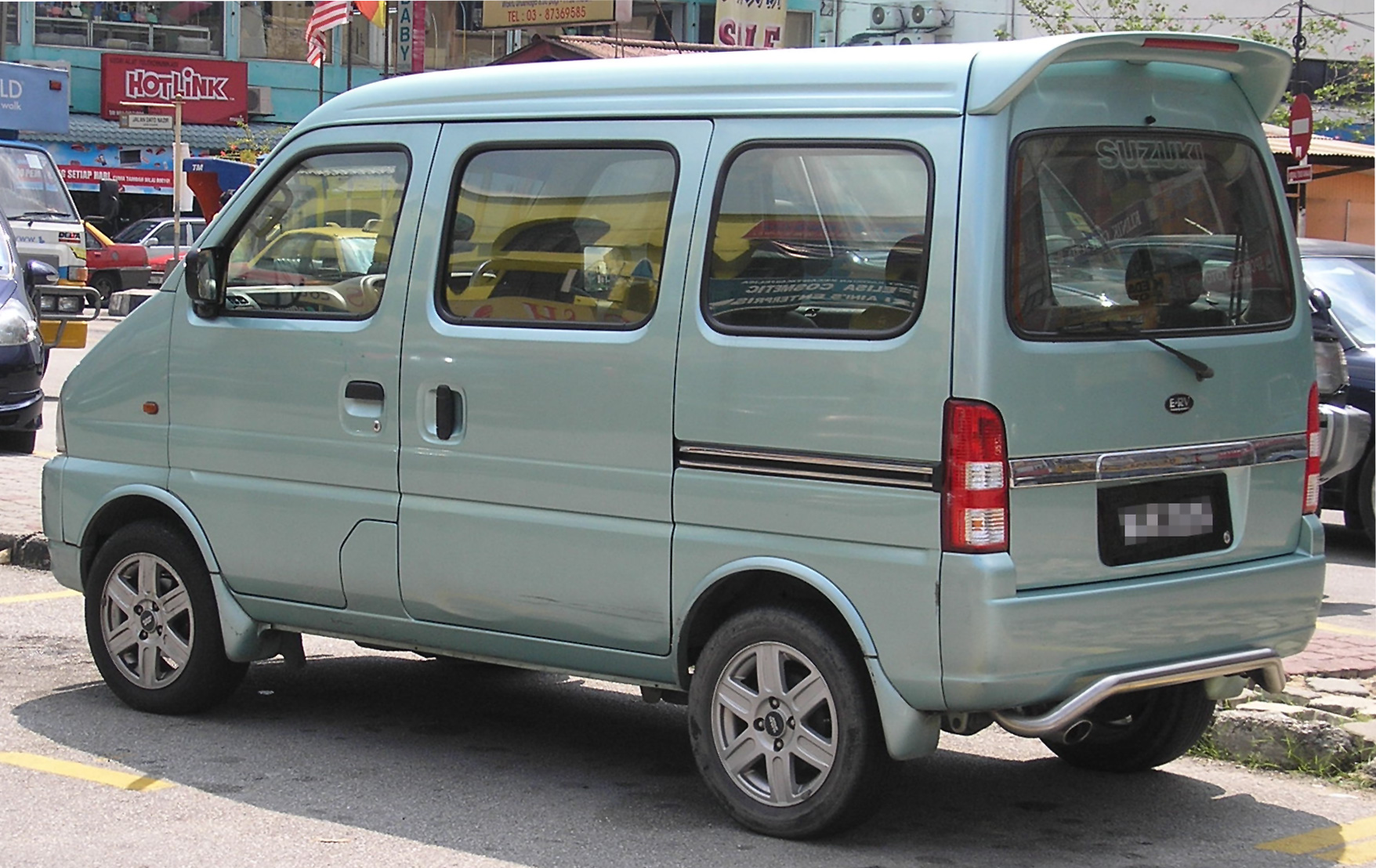
Versión de pasajeros del Every o Every Landy, en Kajang, Malasia.

El Suzuki Carry es una microfurgoneta fabricado por la compañía japonesa Suzuki Motor Corporation. En Japón, el Carry cumple con las normas de los kei car tanto en su motorización como sus medidas exteriores, pero el modelo de exportación históricamente siempre tuvo diferencias con el original tanto en motor, o en modelos más recientes para cumplir con las normas de seguridad pasiva, tienen su frontal más largo. Volviendo al modelo japonés, hasta el año 1978 «Carry» era la denominación para todas las versiones del modelo, pero en 1979 al aparecer el modelo ST30 solo el pickup mantiene su nombre, mientras que la furgoneta y el minibús pasaron a llamarse «Every», eso hasta nuestros días. En cambio, en los mercados externos el nombre Carry sigue siendo la denominación para todas las versiones. Suzuki Motor Corporation en 2005 tomó la determinación de descontinuar las versiones de exportación de sus modelos Every y Carry, y su reemplazante es el Suzuki APV, fabricado en Indonesia, aunque su destinación es más específica ya que fue diseñado pensando en los mercados emergentes de Asia y otras latitudes donde la marca tiene presencia, como Chile.
El Carry se fabrica con estructura autoportante. Solo para el mercado Japonés (JDM) se ofrece con opción a tracción trasera o tracción a las cuatro ruedas, también existen opciones bastante curiosas para el punto de vista occidental, a juzgar por la destinación y simplicidad del vehículo, como es el aire acondicionado o la transmisión automática.
El primer modelo llamado Carry en sí era bastante más convencional, pues aunque era pequeño tenía capó y una pequeña caja de carga, además tenía una versión furgoneta que parecía más bien una Station Wagon o rural. A partir de 1961, tenían un motor de 360 cm³, dos cilindros y 2 tiempos, montado horizontalmente bajo el área de carga. El motor de arranque y la dinamo estaban combinados, ambas funciones las ejercía la misma máquina, y se montaba directamente delante del cigüeñal. Los modelos posteriores, en la década de los setenta, tenían motores de 3 cilindros en línea de 550 cm³, y hasta 660 cm³ en la actualidad para cumplir con la normas de los kei car que fueron actualizándose con los años. En cambio, los modelos de exportación se ofrecían con motores con mayor cubicaje y de 4 cilindros de 797, 970, 1298 y hasta 1590 cm³ según el mercado. Al tener plantas motrices más grandes que sus similares japonesas, obligaban a que fueran instaladas bajo los asientos delanteros, en cambio los motores del modelo japonés van prácticamente al centro del vehículo.

## Suzuki Carry en el mundo
Aunque Suzuki como marca no se caracteriza por alardear por sus logros, hay que decir que el modelo Carry debe ser uno de los modelos de vehículos o licencias más difundidos en el Mundo, pues es conocido tanto en Oriente como en Occidente, aunque en Asia es donde más se difunde también fue importado o fabricado en otros mercados, con distintas denominaciones como Bedford Rascal en Inglaterra —también se vendió como Suzuki Super Carry—, GME Carry en España, Holden Scurry en Australia, etc. Además hay que decir de que el Suzuki Carry SK410, es el único vehículo en la historia de la industria automotriz que es vendido bajo las marcas «adversarias» Chevrolet y Ford. En Taiwan se vende como «Ford Pronto» y en Colombia y otros países de Sudamérica como «Chevrolet Super Carry».

### En Argentina
A fines de los setenta y principios de los ochenta llegan los primeros Suzuki Carry a la Argentina en versiones chasis-cabina, minifurgón y pickup con relativo éxito, compitiendo en esa época con los modelos de Subaru, Mitsubishi y otros. En los noventa, específicamente en 1997 se establece la sociedad Nakai Japan S. A. la cual representaría a Chang'an en el ensamble local con piezas chinas de los SC1010, SC1011, Delivery, con motor de 800 cm³, y los Yantai YTQ. La armaduría se estableció en Alta Gracia, Provincia de Córdoba, Argentina, y se produjeron un pequeño número de unidades que en un principio se preveían también exportar a Brasil. Hasta 1990 se produjeron en la planta cordobesa y las condiciones económicas del gobierno la llevaron al cierre.
También la firma surcoreana Daewoo comercializó los modelos Damas (Wagon y Van) y Labo (Pick up) en sus dos generaciones, y siempre carrozadas con techo alto.

### En Bolivia
Suzuki comercializó todas las generaciones del Suzuki Super Carry. Posteriormente llegó el Suzuki Carry, y el Suzuki APV que se comercializa actualmente. En versión Wagon (pasajeros), Van (carga) y Pickup de carga. Siempre techo plano y solo 4x2. Algunas unidades 4WD llegaron por importadores particulares. Como en Argentina, la firma surcoreana Daewoo comercializó a los modelos Damas (Wagon y Van) y Labo (Pick up) en sus dos generaciones, y siempre carrozadas con techo alto.

### En Chile
Chile tenía un mercado automotor bastante cerrado debido a su sistema proteccionista que privilegiaba la industria nacional y a su vez la fuerte carga impositiva que aun así tenían los vehículos fabricados localmente salvo los de carga hacía que tener automóviles era un lujo. Para que se tenga una idea un Citroën AX330 (2CV fabricado en Chile) tenía el mismo valor de un Mercedes Benz de gama baja si se compraba en Alemania. De hecho la Suzuki a través de un tercero tuvo una armaduría en la Ciudad de Arica donde se armaron unos 300 vehículos aproximadamente, para ser más específico el Suzulight FEA (antecesor de lo que conoceríamos como Suzuki Fronte) a principios de la década de 1960. Recién en 1976 (aprox.) abrió su mercado a las importaciones y Suzuki fue de las primeras compañías japonesas en importar en esa época sus hasta entonces desconocidos kei car, y de seguro uno de los primeros mercados donde los exportó, teniendo una muy buena recepción por parte de los compradores debido a su precio accesible, un tamaño revolucionario en un mercado donde inmensos autos y camionetas (particularmente de origen norteamericano) eran la tónica, y especialmente por su practicidad. El mercado chileno es una buena referencia para saber de los inicios de Suzuki Motor en la exportación de sus conocidos furgones y camionetas, e incluso automóviles donde goza de muy buena reputación. Las fechas nombradas más abajo corresponden a la llegada del modelo en Chile y estas no coinciden necesariamente con la llegada de estas versiones en otros mercados.

### En Colombia
General Motors hasta 2008 aproximadamente tuvo participación en la propiedad de Suzuki Motor Corporation y cuenta con armadurías en Colombia donde armó bajo licencia algunos modelos Suzuki, pero con el logo Chevrolet como el Esteem (conocido en otras latitudes como Suzuki Baleno), y desde mediados de la década de los noventa hasta el año 2007 armó el modelo Super Carry bajo la marca Chevrolet, que también fue exportado a países cercanos como Venezuela y Ecuador. El reemplazo del Chevrolet Super Carry llegó recién en 2010, se trata de la furgoneta Chevrolet N200, fabricada en China por SAIC-GM-Wuling.

### En la India
En la India la subsidiaria Maruti, fuertemente ligada a Suzuki, produce modelos basados en el Carry como el Maruti Omni, que es un ST90 (1979-1984) de exportación pero con algunas diferencias estéticas y un motor F8C de 3 cilindros y 796 cm³, con transmisión de 4 velocidades. Maruti también produce el modelo Versa que es el modelo Carry SK413 de exportación con las mismas versiones que se producían en Japón: Furgoneta, pickup, minibús sencillo para 7 pasajeros y minibús con techo alto para 7 pasajeros. En 2011 el Maruti Versa cambió su denominación a «Eeco», pero no se trata de un modelo nuevo, sino de una actualización del mismo. El motor original del Versa, un cuatro cilindros de 1.3 litros con un solo eje de levas de 77 caballos fue reemplazado por uno de 1.2 litros y 73 caballos que promete un menor consumo. Estéticamente el Maruti Eeco tiene algunas modificaciones menores, como en sus focos, nueva gama de colores con pegatinas, además cambia el tablero de instrumentos mientras que su salpicadera abandona en parte el gris y el negro con detalles en color crema. En cuanto a carrocerías, se descontinúa la versión con techo alto.

### En China

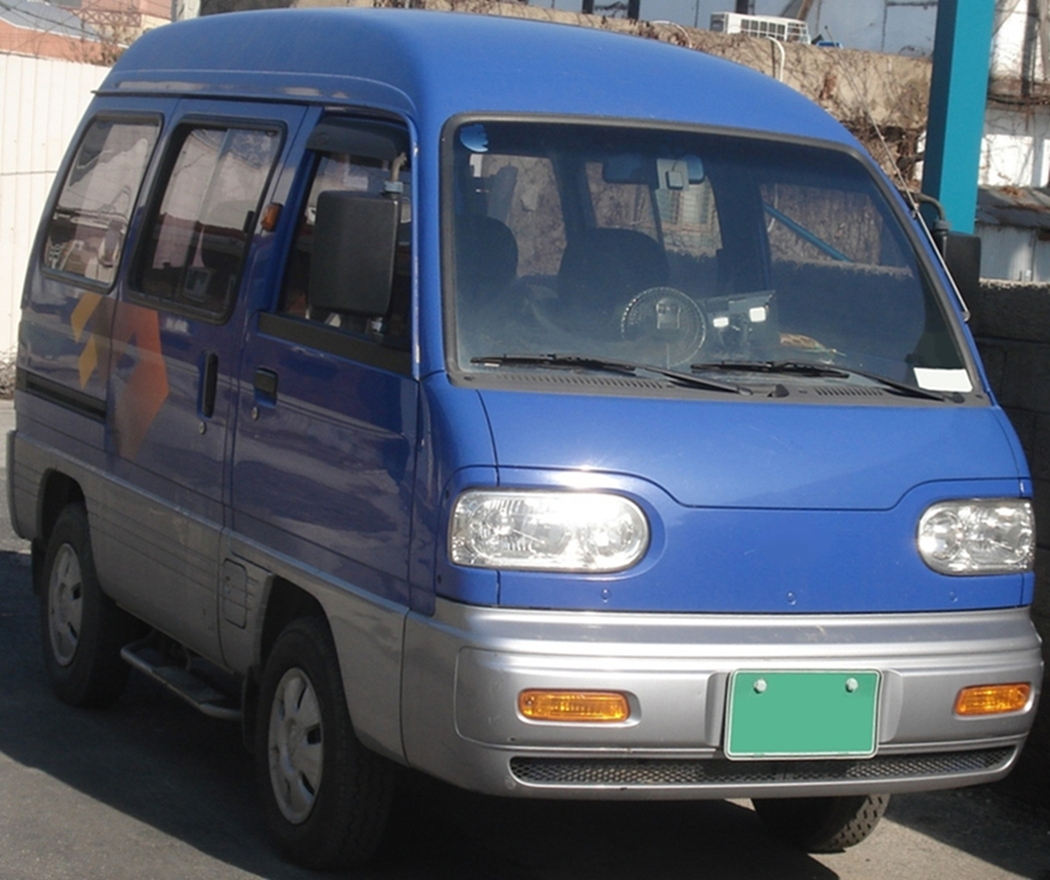
Daewoo Damas II

En China mucha tecnología de los Suzuki Carry está difundida tanto legal como ilegalmente en cuanto al uso de licencias. En cuanto a lo legal, Suzuki tiene a Chang'an (Chana) como subsidiaria y produce o produjo algunas generaciones del Every y Carry japonés, como los S100, S200, S300 y desde 2011 el alargado «CM5», estos últimos, aunque no lo parezca, en realidad son una versión estéticamente hablando del Suzuki Every 2000-2005, ya que tienen el frontal corto y no largo como el Carry SK413 o el Maruti Versa. También los motores son distintos, pues van entre 800 y 1000 cm³. Para el año 2012 ésta subsidiaria desarrolló una furgoneta basada en la plataforma alargada y ensanchada del Suzuki APV llamado «CM10», viene con motor de 1.3 litros y 81 caballos de fuerza, que llama bastante la atención por sus dimensiones que lo hacen ver casi como un furgón que está un escalón arriba del mismo Suzuki APV, además de su sistema de puertas trasero de doble hoja también da dicha impresión, se comercializa desde 2012. Suzuki también tiene o tuvo alguna ligación con Wu Ling aprovechando su pasada sinergia con General Motors, y usa alguna de sus licencias de motores, etc. Hafei compró la licencia del Suzuki Super Carry y le encargó a Pininfarina el diseño de sus conocidos Zhongyi y Ruiji, pero técnicamente es un Suzuki Super Carry y sus motorizaciones de 970 cm³ y 1051 cm³ que su diseño, es de esta casa japonesa.

### En Corea
En Corea Daewoo se negoció un acuerdo (o joint venture) entre Suzuki y la rama automotríz de Daewoo; y por intermedio de GM, para que produjera una versión del modelo Every JDM del año 1988-90,y no del Super Carry de exportación como se piensa, para producir el pickup Labo y el Furgón-minibús Damas. A diferencia del Super Carry, las versiones coreanas traen un motor F8C de 3 cilindros, 796 cm³ y 36 HP, gasolinero, y la versión a GLP para el mercado coreano que posteriormente se comenzó a comercializar en Rusia (similar al que se equipó en el Daewoo Tico y Daewoo Matiz; que también está basado en un Suzuki Alto JDM), y que se acopla a una transmisión y caja de marchas manuales de 4 y 5 velocidades, el equipamiento era básico para la versión de exportación, mientras que la versión para el mercado coreano venia con aire acondicionado y alzavidrios eléctricos opcionales; y según la época con techo alto o cambios en el frontal que corresponden a los Every de fines de los ochenta, lo mismo la configuración de su piso en la zona de carga, que a diferencia del Super Carry, que corresponde al Every anterior de entre 1986 y 1988, es plano ya que va por sobre los tapabarros traseros y se puede sacar la parte central del piso para que los pasajeros tengan espacio suficiente para sus pies. La configuración de su techo alto y de su portalón trasero también es distinta al del modelo Super Carry, pues cubre toda la parte trasera, en cambio si se ve, por ejemplo, el modelo armado en Colombia que corresponde a la versión de exportación del Super Carry, el portalón es el mismo del modelo con techo normal.
Actualmente[¿cuándo?] la nueva versión, el Damas II viene con un nuevo frontal más aerodinámico y un nuevo sistema a GLP.

### En Pakistán
El Suzuki Bolan, la versión pakistaní del Maruti Omni, ambos derivados del Suzuki ST30-ST90, es producido para el mercado local. Aunque técnicamente son idénticos (motor F8A de 3 cilindros e inyección electrónica de 796 cm³ con transmisión de 4 velocidades), estéticamente es mucho menos moderno que la versión india.

### En Panamá
- Suzuki comercializó todas las generaciones del Suzuki Super Carry. Posteriormente llegó el Suzuki Carry, y el Suzuki APV. En versión wagon (pasajeros), van (carga) y pickup de carga. Siempre techo plano y solo 4x2.
- Daewoo comercializó los modelos Damas y Labo en sus dos generaciones, posteriormente GM Daewoo comercializó en Centroamérica y el Caribe el Chevrolet CMV (Damas) y Chevrolet CMP (Labo).

### En Vietnam
Increíblemente aún se fabrica el Suzuki Super Carry tal como lo conocemos, y que aún está a la venta en Vietnam. La novedad en este país es que hace uno o dos años[¿cuándo?] se está ofreciendo con el mismo motor F10A de 970 cm³, pero modernizado gracias a la adición de un sistema de inyección electrónica en vez del carburador monitoreado para cumplir con las normas Euro II. Sus versiones son las del pickup, la furgoneta y el minibús.

## Variantes

### Suzuki ST20 y ST80 (1976(?)-1979)
Curiosamente este vehículo solo se denominó como «furgón» o «camioneta», ya que no tuvo nombre comercial. Una de sus curiosidades es que venía originalmente con motor de 2 tiempos, probablemente de 360 cm³, y luego se ofreció con un motor de 4 cilindros de ciclo Otto con 797 cm³ de cilindrada (para el ST80). Tenía una transmisión de 4 velocidades, además de la marcha atrás. Venía tanto en versiones pickup (a su vez con opción a barandas laterales fijas o abatibles) y por supuesto como furgón o minibús, este último con las revolucionarias 3 filas de asientos, tenía las clásicas llantas «tipo motoneta» con pequeños pernos en su borde interno y de 10 pulgadas de diámetro como era común en los vehículos de su tipo en el mercado doméstico japonés (JDM). De seguro en su tiempo debe haber sido toda una novedad, pues el mercado automotor comercial chileno se basaba solamente en vehículos con diseño americano que no se caracterizaban por ser muy prácticos debido a su inmenso tamaño, a excepción de los derivados del Citroën 2CV.

### Suzuki ST90 (1979-1985)

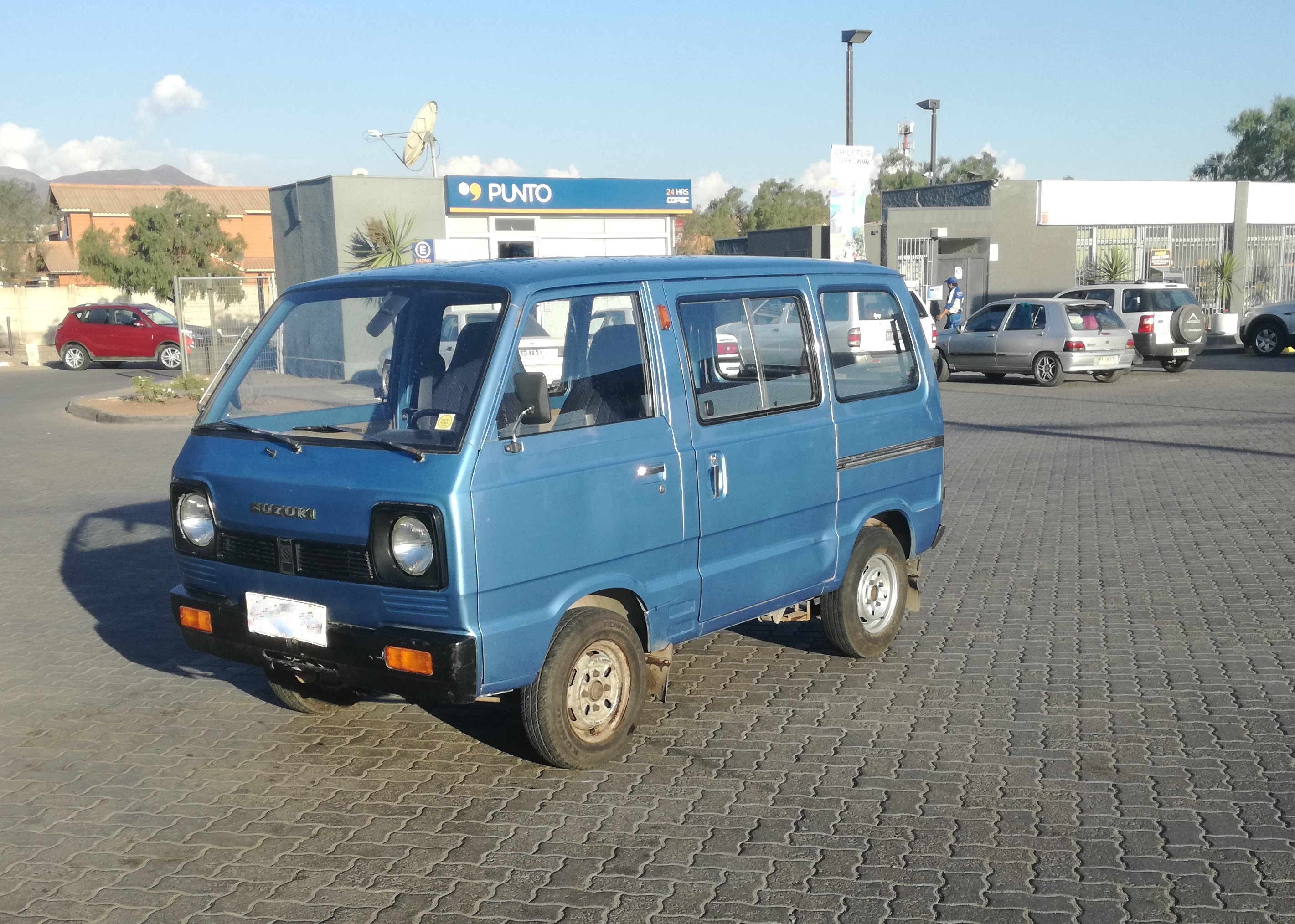
ST90, año 1982

El ST90 (denominación que se encuentra estampada en la placa de identificación de dicho modelo), fue el verdadero principio del éxito de este modelo en Chile y es la base de sus generaciones posteriores. 
Aunque tenía fuerte competencia, pues Subaru (desde 1978 aproximadamente, con el 600 o Sambar en Japón) Daihatsu (desde 1976 con el 55 Wide) y Mitsubishi (desde 1980 con el L100) ya se encontraban establecidos, pero Suzuki tomó la delantera gracias a que su modelo de exportación ofrecía un 4 cilindros de 797 cm³ y 41 HP, mucho más robusto que su competencia, que ofrecía furgones o pickups kei car originales. 
Otro factor que hizo exitoso al modelo ST90 en el tiempo fue que venía con llantas de 12 pulgadas de diámetro, frenos más grandes de tambor en las cuatro ruedas, a diferencia de las pequeñas llantas aro 10 «tipo motoneta» de su competencia (excepto el Mitsubishi L100 y el Subaru Sambar 600 con «4WD», que tenían llantas comunes, aunque igual de 10 pulgadas). El Suzuki ST90 en Chile tuvo muy buenas ventas entre 1980 y 1982, siendo la versión más común el minibús con tres corridas de asientos, y a pesar de tener casi 40 años a cuestas sigue viéndose de manera habitual en el ahora diverso parque automotor en las ciudades chilenas debido a su simplicidad, su altura en relación al piso, su bajo costo de repuestos, además de su disponibilidad, su capacidad de carga y practicidad. 
Tuvo un leve restyling en 1983, donde cambia el frontal por uno más redondeado y con unas llamativas terminaciones plásticas, la parrilla, en gris brillante, su tablero de instrumentos y volante cambian levemente de diseño, y pasan a tener una tonalidad crema indistintamente del color de su carrocería, que también traen nuevos colores, pero sin cambios técnicos. También existió un modelo de furgón o minibus del ST90 con techo alto.

### Suzuki Carry SK408 y Super Carry SK410 (1986-1999)
El Suzuki Carry es la maduración y consagración del pequeño furgón de Suzuki en Chile como en otros mercados. Suzuki denominó comercialmente como Carry al modelo SK408 que venía con el mismo motor F8A del ST90, que solo se importó entre 1986 y 1987, año en que llegaron las primeras unidades del «Super Carry SK410», denominación que corresponde a la versión con el motor de 4 cilindros F10A de 970 cm³ (que ya venía en el «Jipsu» o SJ410, además del clásico Cervo) y que erogaba 44 caballos a 5300 rpm, venía una transmisión de 4 velocidades y marcha atrás. 
Básicamente el Suzuki Super Carry, aunque tenía como base el Suzuki ST90, en realidad era una mejora sustancial de este, su carrocería es más alta y robusta, su suspensión además de su transmisión vienen reforzadas, lo mismo su dirección. Aunque seguía ofreciendo frenos de tambor en las cuatro ruedas, su calidad percibida era superior a su antecesor, debido a su mayor elaboración. Se ofrecían las mismas versiones de carrocería que los modelos anteriores: Pickup (abatible y fijo), furgón y minibús, aunque este último a diferencia del ST90 es el modelo menos vendido debido a la evolución del mercado chileno, de hecho no es muy común ver un Suzuki Carry en versión minibús de fábrica, en cambio la versión más vendida es la furgoneta, muchas de estas transformadas en minibús con ventanas ofrecidas en el post-mercado. 
En 1990 el Super Carry recibe su primer restyling con un frontal modificado más agresivo, parachoques más envolventes y lo más importante, frenos de disco macizos delanteros con servoasistencia. A fines de 1992 el modelo tuvo una suerte de descontinuación momentánea, debido a los cambios en las normas de emisión que rigen en Chile desde el 1 de septiembre de ese año, pero el modelo vuelve oficialmente durante 1993, aunque solo viene con cambios técnicos para cumplir con las nuevas normas, como un nuevo carburador con sistema de control de emisiones y catalizador de dos vías, aunque sí tuvo otro cambio importante, el modelo catalizado viene con caja de cambios de 5 velocidades. 
Las últimas modificaciones al Super Carry llegaron para el modelo 1996, donde cambian los faros delanteros redondos por unos cuadrados y pequeños cambios cosméticos. A finales de 1997 el modelo producido en Japón se descontinúa, pero no así su llegada a Chile ya que el modelo también era producido en Colombia en una armaduría de General Motors (Colmotores), al que el importador de Suzuki en Chile recurrió. El Super Carry colombiano tenía las mismas especificaciones del que venía de Japón, aunque las diferencias son más bien menores en terminaciones. Una curiosidad es que en Chile esta última versión del SK410 es la única que tanto comercial como legalmente se le denomina como «Suzuki Super Carry», eso hasta 1999 cuando se descontinúan definitivamente las importaciones de este modelo, dando paso a su sucesor.

### Suzuki Carry SK413 y Mastervan (1999-2006)
El Carry SK413 es el último modelo con esa denominación, también es el último modelo de Suzuki fabricado en Japón en este segmento destinado a la exportación. Tienen varias mejoras respecto al Super Carry como por ejemplo que es más largo en 26 cm, tiene un prominente frontal para aumentar su seguridad pasiva, pero su mayor cambio está en la posición del tren delantero, este va delante del conductor, a la altura de los pies, lo que hace cambiar bastante el aspecto del vehículo, aunque curiosamente pasa a tener la misma configuración que el primer modelo de 1961, pues el motor va en la misma posición que sus anteriores, aunque técnicamente tuvo cambios importantes, pues lleva un G13BB de 1.3 litros con 16 válvulas y un solo eje de levas, que eroga 77 caballos. Otro aspecto que mantiene es su bajo peso, 770 kilos el furgón, y tiene llantas de 13 pulgadas. El Carry SK413 viene en dos versiones, la pickup, solo con barandas abatibles y la furgoneta. Pero también llega una nueva versión, el minibús denominado Mastervan en Chile que técnicamente es igual al Carry SK413, pero se diferencia tanto de este como sus antecesores por su elaboración. En Japón existe una versión lujosa llamada Every Landy, se podría decir que el Mastervan es una versión básica de ese modelo japonés, tiene 3 corridas de asientos (las dos últimas sin cabecera, como siempre, a diferencia de su versión japonesa), se abandonaron las ventanas de correderas en las puertas centrales y se reemplazaron con un solo vidrio alzable por cremalleras, y venía con opción a alzavidrios eléctricos y cierre centralizado de puertas. El Mastervan además viene con un techo más alto y sus terminaciones interiores son más cuidadas casi sin dejar metal de su carrocería al descubierto en su interior. Esta vez las 3 versiones tuvieron muy buena acogida y la reventa es muy buena, en especial el Mastervan es un modelo muy bien evaluado, con alta cotización en el mercado de usados y su imagen pasó a ser más de un automóvil que de un utilitario debido a su presentación. Este modelo sigue en producción en la India bajo el nombre Versa.

### Suzuki APV GC416 (2006- )
La Suzuki dejó de fabricar versiones de exportación del Carry-Every japonés, pero en Indonesia se gestó su sucesor, se trata del Suzuki APV, un derivado del Super Carry que proviene de Indonesia, donde se fabricaban versiones de este último con motores de 1.6 litros con transmisiones y suspensiones reforzadas, llantas más grandes, etc., y el APV pasó a ser el resultado de la evolución de esas ideas, pero hechas en un vehículo a partir de cero. En Chile, al igual que el Carry SK413 llegó en versiones pickup, furgoneta y minivan, esta última con la misma denominación a diferencia de su antecesor. El Suzuki APV viene con un motor G16A, de 1.6 litros, 4 cilindros 16 válvulas y un solo eje de levas de 92 CV, transmisión de 5 velocidades más marcha atrás. Aunque las versiones pickup y furgoneta son bastante sencillas, ya que en cuanto a equipamiento y terminaciones siguen la tónica de Suzuki en ese segmento, esta vez se abandonan las tradicionales puertas centrales de corredera por unas anchas puertas comunes que abren hasta 90 grados para favorecer su accesibilidad. En cambio, la versión minivan es bastante elaborada pues su equipamiento de serie es completo, como alzavidrios eléctricos en las cuatro puertas, cierre centralizado, llantas de aleación, espejos eléctricos, y como opción el aire acondicionado y la transmisión automática, aunque no se ofrecen versiones con bolsa de aire. Gracias al prestigio de Suzuki en Chile el APV a pesar de su procedencia distinta a sus antecesores ha tenido buenas ventas y alta cotización en el mercado de usados debido a que usa soluciones ya conocidas de otros modelos de la marca. En 2009 la versión minivan tuvo algunos cambios cosméticos en el frontal y el diseño de sus llantas de aleación, además del tablero de instrumentos con una imagen más atractiva, en cambio la furgoneta y la pickup no han tenido cambios en su diseño. En otros mercados este modelo sigue siendo conocido como «Carry».

## Especificaciones SUPER CARRY CHEVROLET MODELO 2003
|                  | Versión original       | Versión exportación                                          |
| ---------------- | ---------------------- | ------------------------------------------------------------ |
| Velocidad máxima | 105 km/h               | 105 km/h                                                     |
| Cilindrada       | 1000 cm³               | 1000 cm³                                                     |
| Potencia         | 35-64 cv según versión | 44 cv                                                        |
| Longitud         | 3290 mm                | 3290 mm                                                      |
| Caja de cambios  | 5 velocidades          | 5 velocidades                                                |
| Tracción         | Trasera                | Trasera                                                      |
| Peso máximo      | 1000 kg                |                                                              |
| Plazas           | 2-asientos             | 2 asientos                                                   |
| Neumáticos       | R13-155R13             | 155R13                                                       |
| Frenos           | Discos/tambores        | Hasta 1989 Tambores/tambores, de 1990 a 1999 Discos/tambores |